# Faltenschirmlinge
Die Faltenschirmlinge (Leucocoprinus) sind eine Pilzgattung aus der Familie der Champignonverwandten.

## Merkmale
Die Faltenschirmlinge sind kleine bis mittelgroße, dünnfleischige Blätterpilze, deren Habitus an den der Schirmlinge (Lepiota) erinnert. Der Hut ist jung meist glockenförmig, später ausgebreitet und gebuckelt. Die Hutoberfläche ist schuppig oder kleiig, mit gerieft-gefaltetem Rand, der der Form der Tintlinge (Coprinus) ähnelt. Die dünnen Lamellen stehen frei, sie sind weiß oder gelb gefärbt. Der zylindrisch-keulige oder spindelförmige Stiel ist meist beringt, das Sporenpulver ist weiß oder gelb gefärbt. Die Sporen sind glatt und besitzen einen deutlichen Keimporus.

## Ökologie
Die Faltenschirmlinge sind saprobiontische Boden- oder Holzbewohner, auch Sägemehl und ähnliche Substrate werden besiedelt. Die Gattung ist hauptsächlich in den Tropen verbreitet, in Mitteleuropa kommen Faltenschirmlinge in Gewächshäusern, Gärtnereien sowie im Innern von Gebäuden in Blumentöpfen, Terrarien und ähnlichen Lebensräumen vor.

## Arten

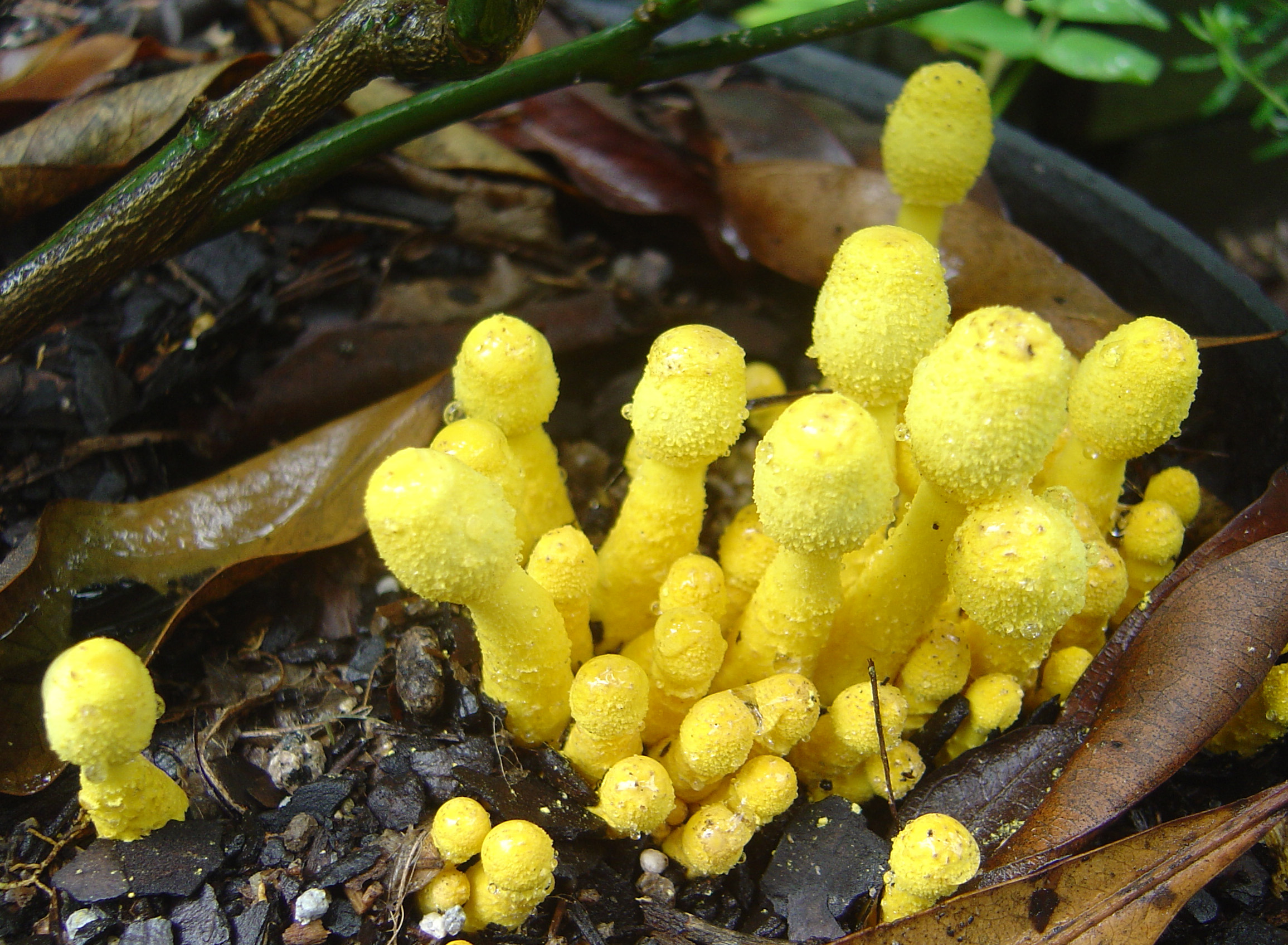
Gelber Faltenschirmling Leucocoprinus birnbaumii
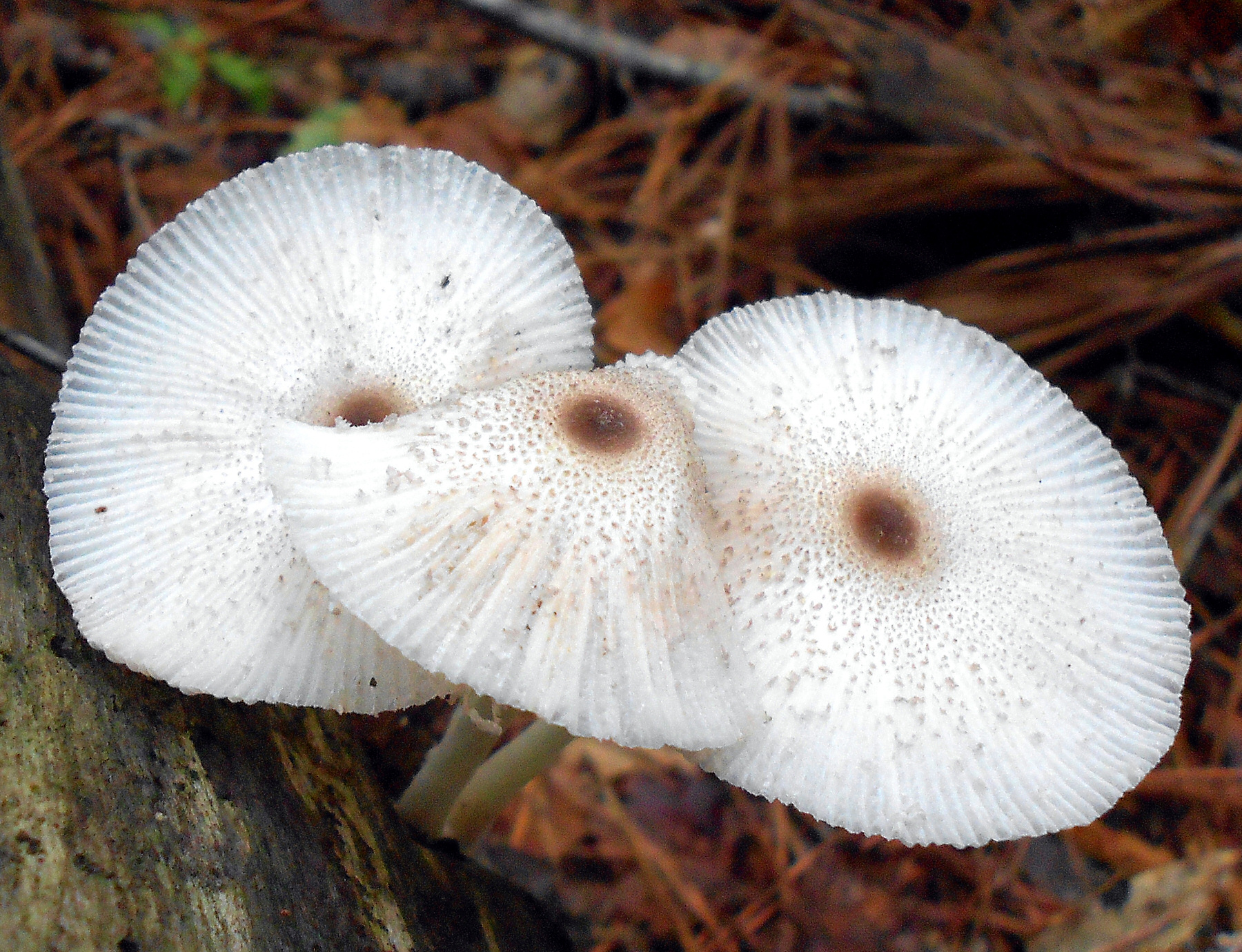
Schwarzflockiger Faltenschirmling Leucocoprinus brebissonii
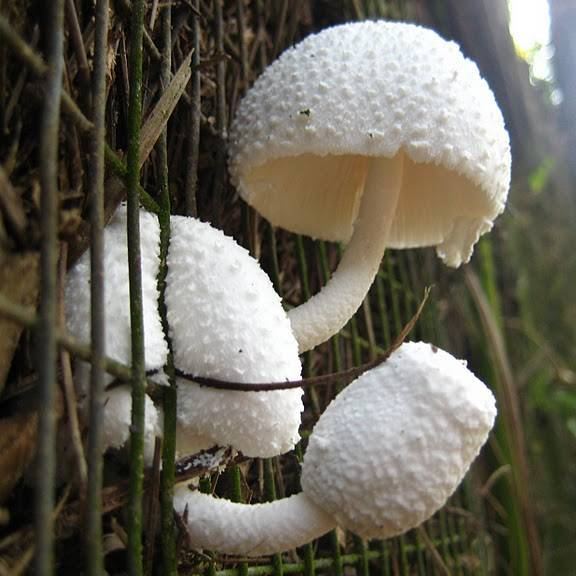
Kreideweißer Faltenschirmling Leucocoprinus cretaceus
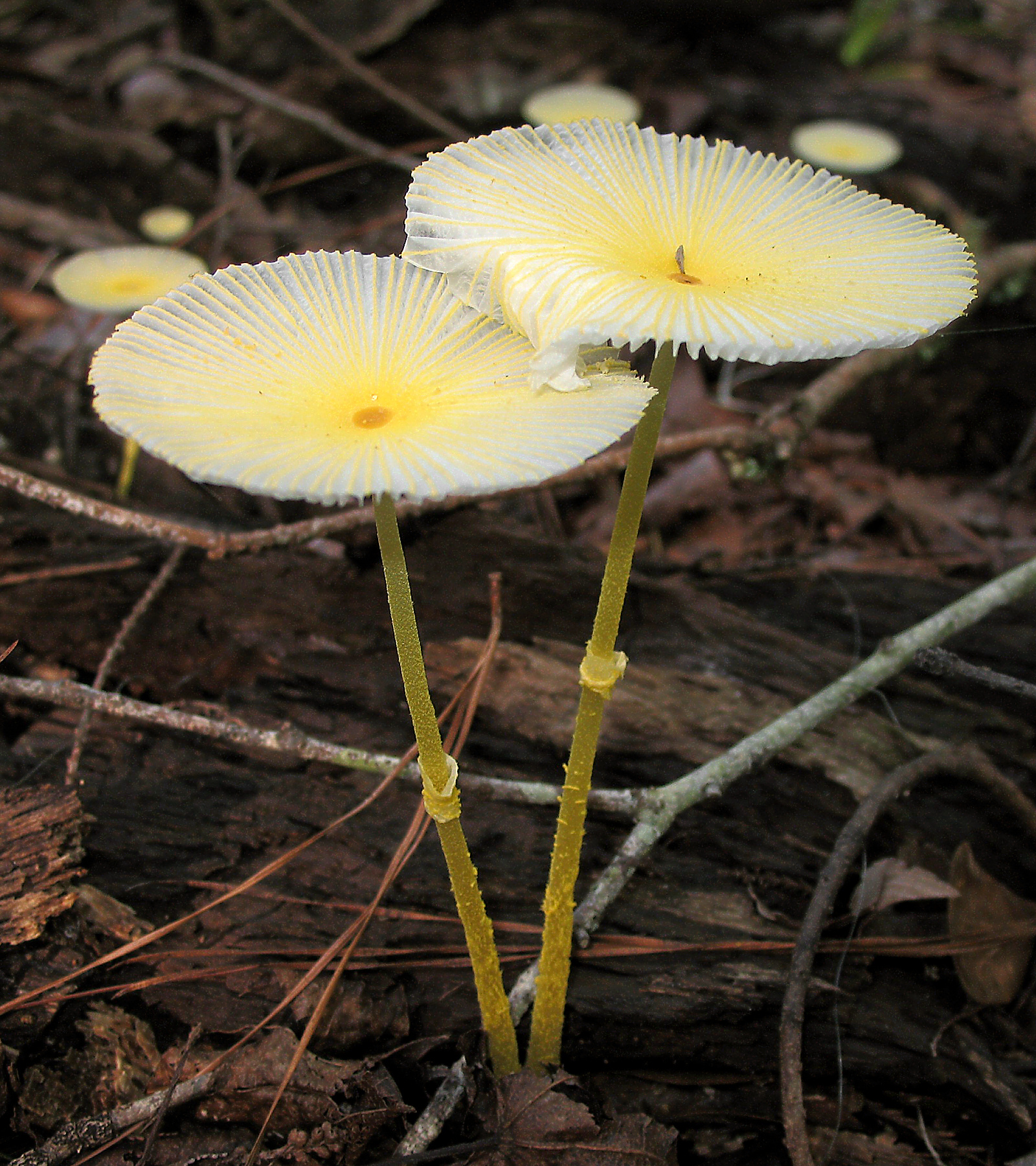
Gebrechlicher Faltenschirmling Leucocoprinus fraglissimus

Die Gattung Leucocoprinus umfasst weltweit etwa 40 Arten, wovon in Europa 17 vorkommen bzw. zu erwarten sind.
| Faltenschirmlinge (Leucocoprinus) in Europa |                                                        |                                              |
| \| Deutscher Name \| Wissenschaftlicher Name \| Autorenzitat \| \| ----------------------------------------------- \| ------------------------------------------------------ \| -------------------------------------------- \| \| Goldflockiger Faltenschirmling \| Leucocoprinus aureofloccosus \| (Hennings 1889) Bon 1981 \| \| Gelber Faltenschirmling \| Leucocoprinus birnbaumii \| (Corda 1839) Singer 1962 ('1961') \| \| Schwarzflockiger Faltenschirmling \| Leucocoprinus brebissonii \| (Godey 1874) Locquin 1943 \| \| \| Leucocoprinus canariensis \| P. Mohr & R.M. Dähncke 2004 \| \| \| Leucocoprinus castroi \| Blanco-Dios 2003 \| \| Zwiebelfüßiger Faltenschirmling \| Leucocoprinus cepistipes (beschrieben als cepaestipes) \| (Sowerby 1796 : Fries 1821) Patouillard 1889 \| \| Kreideweißer oder Mehliger Faltenschirmling \| Leucocoprinus cretaceus \| (Bulliard 1788 : Fries 1821) Locquin 1945 \| \| Zwerg-Faltenschirmling \| Leucocoprinus cygneus \| (J.E. Lange 1940) Bon 1978 \| \| \| Leucocoprinus discoideus \| (Beeli 1936) Heinemann 1977 \| \| Gebrechlicher Faltenschirmling \| Leucocoprinus fragilissimus \| (Ravenel 1853) Patouillard 1900 \| \| Purpurschwarzer Faltenschirmling \| Leucocoprinus heinemannii \| Migliozzi 1987 \| \| Lilaschuppiger Faltenschirmling \| Leucocoprinus ianthinus \| (Saccardo 1891) Locquin 1945 \| \| Tröpfchen-Faltenschirmling \| Leucocoprinus lanzonii \| Bon, Migliozzi & Brunori 1989 \| \| Bräunlichhütiger Faltenschirmling \| Leucocoprinus magnusianus \| (Hennings 1891) Singer 1951 ('1949') \| \| \| Leucocoprinus mauritianus \| (Hennings 1908) P. Mohr 2004 \| \| Gelbbuckeliger Faltenschirmling \| Leucocoprinus medioflavus \| (Boudier 1894) Bon 1976 \| \| Schwefelgelber oder Blaßgelber Faltenschirmling \| Leucocoprinus straminellus \| (Baglietto 1865) Narducci & Caroti 1996 \| |                                                        |                                              |
| Deutscher Name | Wissenschaftlicher Name                                | Autorenzitat                                 |
| Goldflockiger Faltenschirmling | Leucocoprinus aureofloccosus                           | (Hennings 1889) Bon 1981                     |
| Gelber Faltenschirmling | Leucocoprinus birnbaumii                               | (Corda 1839) Singer 1962 ('1961')            |
| Schwarzflockiger Faltenschirmling | Leucocoprinus brebissonii                              | (Godey 1874) Locquin 1943                    |
| | Leucocoprinus canariensis                              | P. Mohr & R.M. Dähncke 2004                  |
| | Leucocoprinus castroi                                  | Blanco-Dios 2003                             |
| Zwiebelfüßiger Faltenschirmling | Leucocoprinus cepistipes (beschrieben als cepaestipes) | (Sowerby 1796 : Fries 1821) Patouillard 1889 |
| Kreideweißer oder Mehliger Faltenschirmling | Leucocoprinus cretaceus                                | (Bulliard 1788 : Fries 1821) Locquin 1945    |
| Zwerg-Faltenschirmling | Leucocoprinus cygneus                                  | (J.E. Lange 1940) Bon 1978                   |
| | Leucocoprinus discoideus                               | (Beeli 1936) Heinemann 1977                  |
| Gebrechlicher Faltenschirmling | Leucocoprinus fragilissimus                            | (Ravenel 1853) Patouillard 1900              |
| Purpurschwarzer Faltenschirmling | Leucocoprinus heinemannii                              | Migliozzi 1987                               |
| Lilaschuppiger Faltenschirmling | Leucocoprinus ianthinus                                | (Saccardo 1891) Locquin 1945                 |
| Tröpfchen-Faltenschirmling | Leucocoprinus lanzonii                                 | Bon, Migliozzi & Brunori 1989                |
| Bräunlichhütiger Faltenschirmling | Leucocoprinus magnusianus                              | (Hennings 1891) Singer 1951 ('1949')         |
| | Leucocoprinus mauritianus                              | (Hennings 1908) P. Mohr 2004                 |
| Gelbbuckeliger Faltenschirmling | Leucocoprinus medioflavus                              | (Boudier 1894) Bon 1976                      |
| Schwefelgelber oder Blaßgelber Faltenschirmling | Leucocoprinus straminellus                             | (Baglietto 1865) Narducci & Caroti 1996      |

- Gelber Faltenschirmling
Leucocoprinus birnbaumii
- Schwarzflockiger Faltenschirmling
Leucocoprinus brebissonii
- Kreideweißer Faltenschirmling
Leucocoprinus cretaceus
- Gebrechlicher Faltenschirmling
Leucocoprinus fraglissimus

## Systematik
Die Gattung ist eng mit den Egerlingsschirmlingen (Leucoagaricus) verwandt, die Trennung der beiden Gattungen ist umstritten.

## Bedeutung
Die Faltenschirmlinge kommen als Speisepilze nicht in Betracht, einige Arten sind giftig oder giftverdächtig. Negative Auswirkungen durch ihr Wachstum in Blumentöpfen oder Gewächshausbeeten sind nicht zu erwarten.